# ジェシカ・アルバの“しあわせの方程式”
『ジェシカ・アルバのしあわせの方程式』（An Invisible Sign）は、アメリカ映画。エイミー・ベンダーの『私自身の見えない徴』を映画化。日本劇場未公開（2011年11月に株式会社ハピネットよりDVD発売）。

## あらすじ
モナ・グレイは数学好きな女の子だったが、父親の心の病をきっかけに殻に閉じこもりな性格になってしまった。22歳になったモナはひょんなことから母校の小学校で算数を教えることになる。

## キャスト
- モナ・グレイ：ジェシカ・アルバ
- 幼少期のモナ・グレイ：ベイリー・マディソン
- ベン・スミス：クリス・メッシーナ
- ジョーンズ先生：J・K・シモンズ
- 母：ソニア・ブラガ